# Вибух на шахті в Сомі
Вибух на шахті 13 травня 2014 в місті Сома (провінція Маніса, Туреччина), внаслідок якого станом на 25 травня загинула 301 особа, більше 80 травмовані. Причиною вибуху називають коротке замикання на підземній електропідстанції, після чого сталася пожежа і обвал гірської породи. У момент аварії під землею перебувало майже 800 шахтарів. З них понад 100 людей не можуть піднятися на поверхню через відключення електропостачання і нероботу підйомних пристроїв. Зараз у шахту подають кисень щоб допомогти заблокованим людям уникнути отруєння продуктами горіння.

## Реакція
Через загибель шахтарів жителі Туреччини провели масові протести. Для розгону демонстрації правоохоронці застосовували сльозогінний газ та водомети. Протестувальники у відповідь закидували правоохоронців камінням та феєрверками. Турецька Конфедерація профспілок робітників-революціонерів вимагає відставки міністра енергетики і природних ресурсів, а також міністра праці та соціальної безпеки. Крім того, деякі профспілки оголосили, що страйкуватимуть, аби вказати уряду на необхідність покращення умов роботи гірників.
14 травня у Туреччині було оголошено триденну жалобу за загиблими. Аварія стала найбільшою в історії Туреччини. У 1992 році після вибуху метану на шахті в провінції Зонгулдак загинули 263 шахтарі.
14 травня Прем'єр-міністр України Арсеній Яценюк висловив співчуття Прем’єр-міністру Турецької Республіки Реджепу Тайїпу Ердогану у зв’язку з вибухом на шахті в місті Сома, що спричинив численні людські жертви.